# Heihe (socken)
Heihe (kinesiska: 黑河乡, 黑河) är en socken i Kina. Den ligger i provinsen Sichuan, i den sydvästra delen av landet, omkring 320 kilometer norr om provinshuvudstaden Chengdu. Antalet invånare är 2 855. Befolkningen består av 1 349 kvinnor och 1 506 män. Barn under 15 år utgör 20,0 %, vuxna 15-64 år 71 %, och äldre över 65 år 7,0 %.
Genomsnittlig årsnederbörd är 797 millimeter. Den regnigaste månaden är maj, med i genomsnitt 148 mm nederbörd, och den torraste är januari, med 5 mm nederbörd.